# 신환포 사건
신환포 사건 1902년 황해도 신환포에서 벌어진 개신교인과 천주교인들간의 충돌 사건이다.

## 개요
1902년 5월 11일 천주교 신자인 홍병용, 김형난 등이 신환포에 강당을 새로 짓기 위해 이 지방 사람 한치순, 최종신, 황덕영 등에게 부역을 시키고 건축기금을 강요한 일이 발단이 되었다.
그런데 한치순 최종신 황덕영 등이 이에 불응하자 천주교인들은 그들을 감금 구타하고 돈을 강탈했다.
이에 한치순 등은 외부에 제소하고 평양선교부에 보고했다. 그러자 해주감영은 가해자인 천주교 신자 6명을 체포하도록 했고, 그들을 체포하여 호송해 오던 중 천주교 르 각 신부를 만나게 되는데, 그는 중앙으로부터 천주교를 체포하는 순검을 체포하라는 명령이 내렸다고 위협하면서 가짜 공문을 보여주는 바람에 겁을 먹은 호송 순검은 천주교 신자들을 풀어주고 말았다.
이 소식을 들은 개신교인들은 천주교인들이 강당을 짓기 위해 금전을 강탈하고 그들을 구타하였다고 비난하였다. 이 소식을 들은 르 각 신부는 천주교인들에게 벌을 주고 더 이상 기부금을 거두지 못하게 하였다.
한편 개신교인들은 관찰사를 찾아가 이 사건을 소송하였다. 관찰사는 이것을 계기로 천주교의 횡포를 견제하려는 수단으로 삼아 15명의 순검을 보내어 천주교 신자를 체포하게 하였는데, 관찰사의 의도를 파악한 신부는 순검들을 돌려보냈다.

## 사건의 영향
이 사건은 개신교 선교사 헌트에게 전해졌고, 헌트는 이 사실을 평양주재 선교사 마펫에게 알렸고, 마펫은 서울의 언더우드를 통해 미국 공사관에 알렸다. 사건이 서울에까지 알려지자 당시 The Korea Review지의 편집장이었던 헐버트는 개신교의 입장을 밝히고 천주교 측을 다음과 같이 비판하였다.
"우리는 지난 여러 달 동안 신,구교 분쟁에 대해 침묵을 가져왔으나 더 이상의 침묵은 대단히 중요한 문제에 대해서 정보를 기대하고 있는 일반대중에 대한 우리의 책임을 저버리는 일이 될지도 모르는 지경까지 이르렀다. 우리들이 근거하고 있는 증거는 단지 상황 추측이 아니라 직접적이고도 문서적인 것이며 그에 관련된 사람들의 서명 날인에 의거한 것이다."